# Passalus toriferus
Passalus toriferus là một loài bọ cánh cứng trong họ Passalidae. Loài này được Eschscholtz miêu tả khoa học năm 1829.